# Oswald Stimm

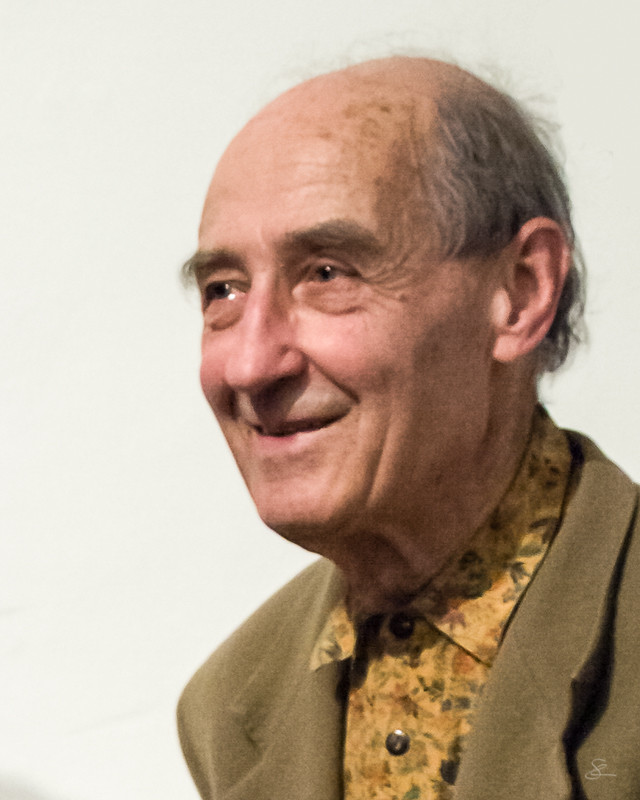
Ossi Stimm, 1. Juni 2007, Eröffnung einer Ausstellung im kunstraumarcade, Mödling

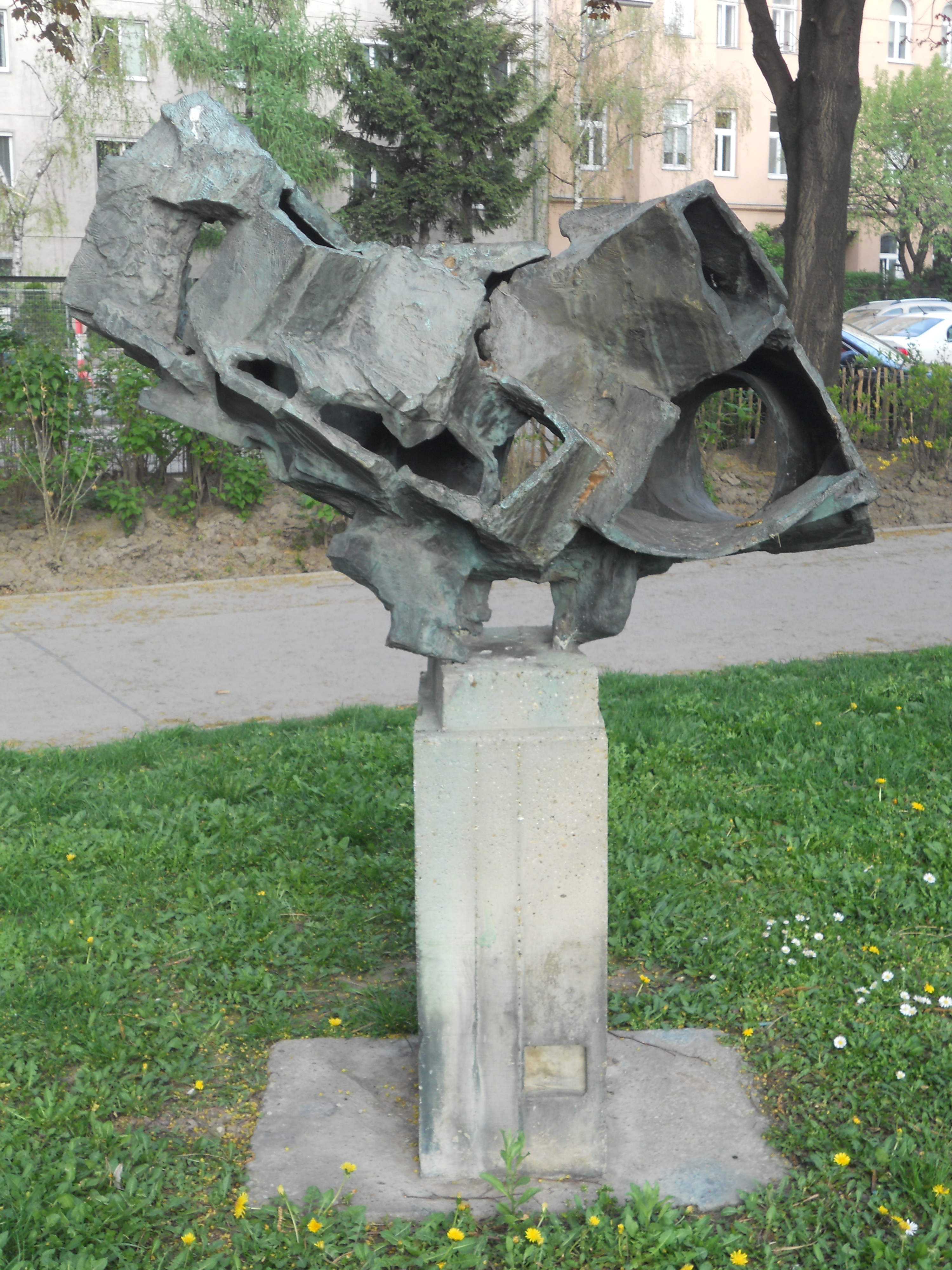
Wohnhausanlage Vorgartenstraße 158–170 Plastik „Begegnung“ 1966

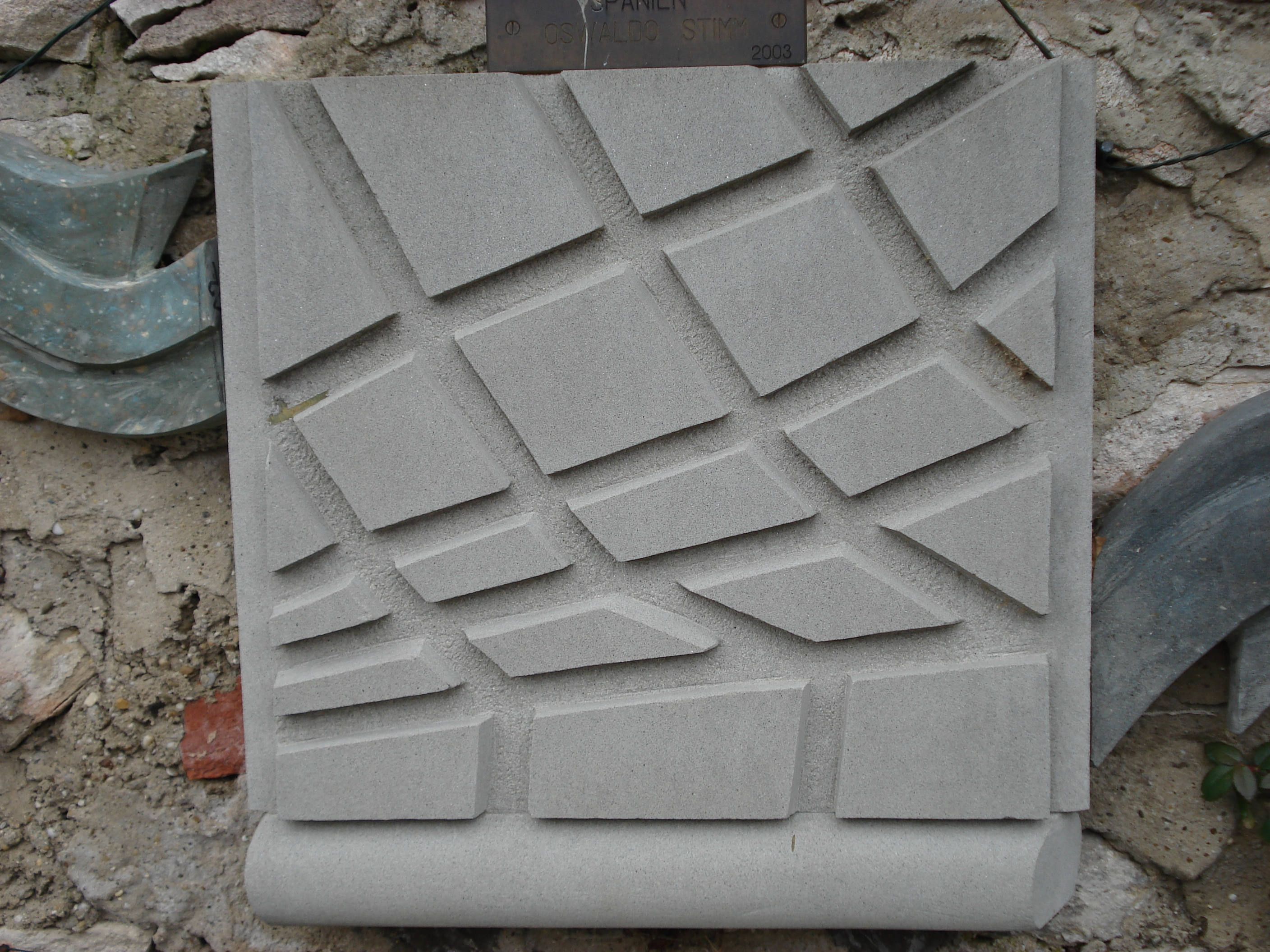
Europa-Wand Kaisersteinbruch „Spanien“ 2003

Oswald Stimm (* 13. August 1923 in Wien; † 6. Mai 2014 ebenda) war ein österreichischer Künstler.

## Leben
Stimm besuchte nach der Rückkehr aus der englischen Kriegsgefangenschaft von 1946 bis 1949 die Akademie der bildenden Künste in Wien und studierte bei Josef Müllner und Franz Santifaller Bildhauerei. Im Jahr 1947 heiratete er Elfriede Heidendorfer, ein Jahr darauf wurde sein Sohn Thomas, später selbst Künstler, geboren. Im Jahr 1951 wanderte er nach Buenos Aires aus, wo er in zweiter Ehe die gebürtige Argentinierin Ilse Wehner heiratete und seine Kinder Hedwig (* 1952), Marion (* 1958) und José (* 1963) zur Welt kamen. In dieser Zeit nahm er am Wettbewerb "Unbekannter politischer Gefangener" in London - Buenos Aires (Galerie Van Riel) teil.
Im Jahr 1965 kehrte er nach Wien zurück und präsentierte im Jahr 1971 seine aus argentinischen Obstkisten und Trambalken bestehenden Arbeiten in der Secession. Von 1973 bis 1982 war er Lehrer an der Académie des beaux arts in Kinshasa. Seit 1982 lebte und arbeitete er wieder in Wien. Vom russischen Konstruktivismus inspiriert und aktiv an konstruktivistischen Bestrebungen teilnehmend, schuf er in den 1950er Jahren in Argentinien ingenieurhafte Prototypen nicht unähnlich jenen der Wiener Szene kurz nach dem Ersten Weltkrieg.
Wieder zurück in Wien, ging er in den 1960er Jahren mit seinen konstruktiv-informellen Objekten aus Röhren und Kisten in der österreichischen Bildhauerei einen völlig neuen Weg. Mit diesen Kistenbretterformationen befreite er sich von allen Vorgaben, unterwarf sich weder eigenen noch übernommenen Regeln. Seit 1982 war er wieder in Wien tätig. Er war Träger zahlreicher Preise, u. a. des Theodor-Körner-Preises (1977) und des Würdigungspreises der Stadt Wien (1989).
Stimm wurde am Ober Sankt Veiter Friedhof bestattet.

## Werk
„Er abstrahiert radikal. Die Figur verliert Gesicht und Glieder, objektiviert sich in ein technoides Gebilde, der Abbildcharakter entfällt und Architektur wird vorherrschend. Nur noch Reminiszenzen bleiben an Kopf oder Gestalt, die Konstruktion verselbständigt sich, verliert den interpretativen Sinn, ... Stimm ist ein freier Baumeister, der der Sorge und Last enthoben ist, Nutzgebilde für eine konsumierende Gesellschaft zu erzeugen.“

Oswald Stimm war 2003 als Vertreter Spaniens Teilnehmer beim 6. Europa-Symposium Kaisersteinbruch, mit Gabriel Caruana (Malta), Thomas Resetarits (Burgenlandkroaten), Vija Dzintare (Lettland) und Alen Novoselec (Kroatien). Festredner war Günther Nenning.
Stimms Figurenobjekte sind Konstruktionen im Raum, öffnen sich diesem, schließen ihn ein.
Eine Ausstellung in der Künstlerhaus Galerie 2010 kuratiert von Peter Bogner zeigte einen Querschnitt der letzten Schaffensjahrzehnte.